# Van-Wijk-Klasse
Die Van-Wijk-Klasse ist eine Serie von acht Rettungsbooten der niederländischen Seenotrettungsgesellschaft KNRM (Koninklijke Nederlandse Redding Maatschappij). Als Weiterentwicklung der Valentijn-Klasse kommen die 50 cm längeren Festrumpfschlauchboote ab den 2020er Jahren zum Einsatz. Mit einer Länge von 11,40 Meter sind die Boote für den Einsatz im Nahbereich der Nordsee-Küste und im IJsselmeer vorgesehen und können wie ihre Vorgänger auch als  Strandrettungsboote eingesetzt werden. Gemäß ihrer Konstruktionsvorgaben sind die Boote für Einsätze unter allen Wetterbedingungen auch auf der Nordsee einsetzbar.